# Matevž Šuštaršič
Matevž Šuštaršič (* 27. August 2001 in Ljubljana) ist ein slowenischer Leichtathlet, der sich auf den Sprint spezialisiert hat.

## Sportliche Laufbahn
Erste internationale Erfahrungen sammelte Matevž Šuštaršič im Jahr 2017, als er beim Europäischen Olympischen Jugendfestival (EYOF) in Győr mit 11,48 s im Halbfinale im 100-Meter-Lauf ausschied. Im Jahr darauf erreichte er dann bei den U18-Europameisterschaften ebendort das Semifinale im 200-Meter-Lauf und schied dort mit 22,40 s aus. 2019 schied er bei den U20-Europameisterschaften in Borås mit 11,01 s und 22,00 s jeweils in der ersten Runde über 100 und 200 Meter aus und 2021 verpasste er bei den Balkan-Meisterschaften in Smederevo mit 10,76 s den Finaleinzug über 100 Meter und gelangte mit 21,61 s auf Rang neun über 200 Meter. Anschließend kam er bei den U23-Europameisterschaften in Tallinn mit 21,60 s nicht über den Vorlauf über 200 Meter hinaus. Im Jahr darauf belegte er bei den Balkan-Meisterschaften in Craiova in 10,72 s den achten Platz über 200 Meter und wurde in 21,27 s Neunter im 200-Meter-Lauf. 2023 kam er bei der 2. Liga der Team-Europameisterschaft im Rahmen der Europaspiele in Chorzów über 200 Meter nicht ins Ziel und wurde in 39,29 s Zweiter in der 4-mal-100-Meter-Staffel. Im Jahr darauf wurde er bei den Balkan-Meisterschaften in Izmir in 21,74 s Sechster im B-Lauf über 200 Meter und kam mit der Staffel nicht ins Ziel. Kurz darauf kam er bei den Europameisterschaften in Rom im Staffelbewerb im Vorlauf erneut nicht ins Ziel.
2022 wurde Šuštaršič slowenischer Meister im 100- und 200-Meter-Lauf sowie 2020 in der 4-mal-100-Meter-Staffel.

## Persönliche Bestleistungen
- 100 Meter: 10,37 s (+0,6 m/s), 27. Mai 2023 in Slovenska Bistrica
  - 60 Meter (Halle): 6,93 s, 22. Januar 2022 in Novo Mesto
- 200 Meter: 20,87 s (+1,0 m/s), 30. Juli 2022 in Graz
  - 200 Meter (Halle): 21,37 s, 20. Februar 2022 in Novo Mesto